# Relation de préférence
Pour les articles homonymes, voir Préférence.
Une relation de préférence est, en économie et dans d'autres sciences sociales, un classement des options disponibles dans le cadre d'une prise de décision. Ce classement s'obtient en comparant l'utilité apportée par chaque option et permet de faire un choix optimal (qu'il soit réel ou d'un point de vue théorique). De plus, on ne se base que sur ses propres goûts et pas sur le prix des options, leur disponibilité ou notre revenu.
Grâce à la méthode scientifique, on peut modéliser beaucoup de décisions du quotidien et tester ces prédictions comportementales. Bien que les économistes ne soient en général pas intéressés par les préférences en elles-mêmes et à leurs causes, cette théorie du choix sert de base théorique aux estimations empiriques sur l'analyse de la demande.

## Histoire
En 1926, Ragnar Frisch développa le premier modèle mathématique sur les préférences en utilisant les fonctions d'utilité et de demande. Avant cela, les économistes avaient élaboré une théorie de la demande qui ne tenaient pas compte des caractéristiques primaires des individus. Cette omission fut ensuite introduite vers la fin du XIXe siècle et au début du XXe avec l'empirisme logique, une école de pensée insistant sur le besoin de concepts observables dans les théories. Les choix binaires pouvant être observés, ils ont tout de suite attiré les économistes. La recherche de caractéristiques observables en microéconomie va même plus loin avec la théorie de la préférence révélée.
Après les travaux de Frisch dans les années 1920, un des problèmes majeurs de la théorie des préférences est la question de la représentation de la structure des préférences avec des fonctions à valeurs réelles. Ce problème fut réglé en utilisant la notion (mathématique cette fois) d'utilité. En 1944, Von Neumann et Morgenstern parlent des préférences comme des relations formelles dont les propriétés peuvent être définies par des axiomes. Cette définition axiomatique des préférences influença d'autres économistes : Marschak l'adopta en 1950, Houthakker l'utilisa dans un article de 1950 et Kenneth Arrow la perfectionna dans son livre de 1951, Social Choice and Individual Values.
Gérard Debreu, influencé par les idées de l'Association des collaborateurs de Nicolas Bourbaki, développa le meilleur cadre axiomatique de la théorie du consommateur dans les années 1950. Les outils mathématiques qu'il utilisa furent empruntés aux mathématiques des relations binaires et sont désormais généralisés aujourd'hui. Bien que l'économie du choix puissent être étudiée du point de vue des préférences comme du point de vue des fonctions d'utilité, passer de l'un à l'autre peut être utile.

## Notation
On note l'ensemble des états dans le monde {\displaystyle X} (un agent ayant une relation de préférences au sein de {\displaystyle X}) et on utilise le symbole {\displaystyle \preceq } pour décrire la faible préférence. Par exemple, {\displaystyle x\preceq y} veut dire que l'agent désire {\displaystyle y} au moins autant que {\displaystyle x}, ou que l'agent préfère faiblement {\displaystyle y} à {\displaystyle x}.
On utilise le symbole {\displaystyle \sim } afin de définir une relation d'indifférence : {\displaystyle x\sim y\iff (x\preceq y\land y\preceq x)} veut dire que l'agent est indifférent entre {\displaystyle x} et {\displaystyle y}.
On utilise le symbole {\displaystyle \prec } afin de définir une forte préférence : {\displaystyle x\prec y\iff (x\preceq y\land y\not \preceq x)} veut dire que l'agent préfère strictement {\displaystyle y} à {\displaystyle x}.

## Axiomes
Afin de vérifier que les décisions sont cohérentes et structurées de la part de l'individu, on introduit plusieurs axiomes.

### Totalité
L'axiome de totalité vérifie que la relation de préférences est complète. Par exemple, un consommateur doit forcément classer deux paniers de biens :
{\displaystyle \forall X,Y}, on a soit {\displaystyle X\preceq Y}, soit {\displaystyle X\succeq Y}, soit {\displaystyle X\sim Y}
En d'autres termes, le consommateur est capable de classer n'importe quelle paire de paniers.

### Réflexivité
Le consommateur est indifférent entre deux paniers identiques car il se rend compte qu'ils sont identiques :
{\displaystyle X\sim X} car {\displaystyle X\succeq X}

### Transitivité
Le classement des préférences est cohérent :
{\displaystyle (X\succeq Y\land Y\succeq Z)\Rightarrow X\succeq Z}
Ces trois axiomes permettent d'analyser les décisions économiques, qui sont supposées être un tant soit peu rationnelles, contrairement à des décisions hors de la sphère économique qui reposent sur d'autres facteurs (passionnels par exemple).

## Application aux théories de l'utilité
En économie, une fonction d'utilité est souvent utilisée pour représenter une relation de préférence. Par exemple, on note {\displaystyle u(A)\geqslant u(B)} si et seulement si {\displaystyle A\succeq B}. {\displaystyle u(A)} donne alors une valeur réelle plus grande que {\displaystyle u(B)}. On appelle relation de préférence rationnelle une relation de préférence respectant les axiomes de transitivité et de totalité ; les agents ayant une relation de préférence de ce type sont alors rationnels.